# Metropolia Tajpej
Metropolia Tajpej – jedyna metropolia kościoła rzymskokatolickiego na Tajwanie. Została erygowana 7 sierpnia 1952. 

## Diecezje
- Archidiecezja Tajpej
  - Diecezja Xinzhu
  - Diecezja Hualian
  - Diecezja Kaohsiung
  - Diecezja Jiayi
  - Diecezja Taizhong
  - Diecezja Tainan

## Metropolici
- Joseph Guo Ruo-shi (1952-1959)
  - kard. Thomas Tien-ken-sin (1959-1966) administrator apostolski
- Stanislaus Lo Guang (1966-1978)
- Matthew Kia Yen-wen (1978-1989)
- Joseph Ti Kang (1989-2004)
- Joseph Cheng Tsai-fa (2004-2007)
- John Hung Shan-chuan (2007-2020)
- Thomas Chung An-zu (od 2020)